# اشلی براون (بازیکن فوتبال)
اشلی براون (انگلیسی: Ashley Brown؛ زادهٔ ۴ دسامبر ۱۹۹۴) بازیکن فوتبال اهل استرالیا است.

وی همچنین در تیم‌های ملی فوتبال Australia women's national under-20 soccer team و زنان استرالیا بازی کرده‌است.